# Pilar de la Horadada
Pilar de la Horadada è un comune spagnolo situato nella comunità autonoma Valenciana. Situato nell'estremo sud della provincia di Alicante, nella comarca della Vega Baja del Segura, conta 21 905 abitanti (dati INE 2019). Pilar de la Horadada è divenuto comune autonomo nel 1986 separandosi da quello di Orihuela. È il comune più meridionale della Comunità Valenciana.
Storicamente posta sulla frontiera tra Regno di Castiglia e Regno d'Aragona, la cittadina oggi è un vivace centro turistico della Costa Blanca.